# Rot und Blau (2003)
Rot und Blau ist ein deutscher Film des Berliner Filmemachers Rudolf Thome aus dem Jahr 2003 mit Hannelore Elsner in der Hauptrolle. Der Film bildet den Auftakt der Trilogie „Zeitreisen“, die mit Frau fährt, Mann schläft (2004) und Rauchzeichen (2006) vervollständigt wurde.
Die Uraufführung des Films war auf dem Filmfest München am 4. Juli 2003. Der deutsche Kinostart war am 15. Januar 2004, die Erstausstrahlung am 17. November 2004 in der ARD.

## Handlung
Nach 20 Jahren meldet sich Tochter Ilke wieder bei ihrer Mutter, der Architektin Barbara in Berlin. Ilke hat ein riesiges Barvermögen nach dem Tod ihres Vaters, Barbaras Ex-Lover, geerbt. Sie möchte den Betrag vor dem Finanzamt verheimlichen und übergibt ihn ihrer Mutter, der sie nach anfänglichen Zögerlichkeiten vertraut. Barbara will ein neues Leben beginnen und flirtet schon heftig mit ihrer Jugendliebe Samuel. Das macht ihren Ehemann Gregor so wütend, dass er Samuel einen Schlag verpasst. Schließlich entschuldigt er sich.

## Kritiken
Der film-dienst sah eine „einfache Geschichte mit märchenhaften Zügen, angesiedelt im modischen Ambiente des gehobenen Bürgertums, basierend auf Zufällen und einem affektierten Personal“. Hervorgehoben wurde „die lässige Meisterschaft des Erzählens: Souverän und augenzwinkernd zugleich“. Thome ziehe die Fäden und verknüpfe sie miteinander, wobei eine „subtile Auseinandersetzung mit Lebensstilen, -einstellungen und -haltungen“ entstehe. Der epd Film lobte den Film im Allgemeinen und sprach Thomes Filmen zu, „immer etwas über dem Boden der Wirklichkeit zu schweben“. Dennoch erschienen seine „Personen und ihr Verhalten ungemein konkret, aufmerksam und genau“.
Die Filmzeitschrift Schnitt kritisierte hingegen den hohen Ideenreichtum des Films, der „nach kurzer Zeit nur noch anstrengend“ sei. „Zu engmaschig“ sei der Plot gestrickt, und gleichzeitig fehle die „essentielle Information, die dem Zuschauer die Figuren näherbringt“. In gleicher Weise würde die „Filmmusik ins Leere [laufen]“. Sie scheine ein „Unheil anzukündigen, das nie passiert“.